# Imnul RSS Moldovenești

Steagul RSS Moldoveneşti

Imnul Republicii Sovietice Socialiste Moldovenești (cu alfabet chirilic Имнул РСС Молдовенешть, în rusă Гимн Молдавской ССР) a fost imnul de stat al Republicii Sovietice Socialiste Moldovenești, fostă republică unională a Uniunii Sovietice.
Inițial, titlul Imnului a fost „Moldova cu Doine străbune pe Plaiuri” și a fost compusă de Ștefan Neaga, cu text de poeții Emilian Bucov și Bogdan Istru (Ivan Bodarev) în 1945.
O renovare muzicală a fost realizată de Eduard Lazarev în 1980, cu autorizarea Primul secretar al Partidului Comunist din RSS Moldovenească, Ivan Bodiul. Versurile au fost de asemenea modificate, eliminarea tuturor trimiterile la Stalin.
Noul Imnul a fost numit „Moldova Sovietică”.

## Istorie[2]
În 1945 Ștefan Neaga a scris muzică pentru Imnul Republicii Sovietice Socialiste Moldovenești pe textul poeților Emil Bucov și Bogdan Istru. Aceasta lucrare a fost menționată cu premiul întâi al marelui concurs, la care au luat parte compozitori din Moldova și alte republici frățești. 

„E. Bucov își amintea cît de exigent și autocritic era Ștefan Neaga. Pentru acest imn el a făcut zeci de variante, de fiecare dată fiind nemulțumit. Imnul – spunea compozitorul, trebuie compus astfel, încît omul, când îl va auzi, îndată să se ridice, cuprins de un adânc sentiment patriotic. ( Nistru, 1975) 
Imnul creat de acest tandem este înalt apreciat de muzicieni, pentru mai bine de 45 de ani devenind principalul cîntec al țării. Prin această operă muzicală, compozitorul a înveșnicit bucuria și mândria poporului moldovenesc.(Moldova socialistă, 1951)

Imnul RSSM este unul din cele mai bune creații din lume ale acestui gen. Fiind adoptat în 1945 el a intrat trei decenii și jumătate în simbolistica republicii noastre. (Sovet. Moldova, 1990) 
Era foarte melodios și avea unele tangențe cu muzica populară. Muzicologul Leonid Răilean mărturisea că: în anii când „mai marele pe țară” era Ivan Bodiul, într-o bună zi, imnul a încetat să-i placă. Și, deoarece autorul lui nu mai era în viață, l-a autorizat „să-l renoveze” pe compozitorul Eduard Lazarev, care, în fond, l-a deformat, i-a deteriorat structura muzicală, deci și sonoritatea. Așa sau altfel, la începutul anilor ‘90, acest imn a fost aruncat la gunoiștea istoriei, ca și alte însemne ale timpurilor trecute. ( Șmurgun, N., Rev. Moldova. – 2011. – Noiem. – Dec. – P. 28-33. ) 
Mai târziu Ștefan Neaga spunea că: "Am vrut să redau în această primă creașie de după război întreaga dragoste față de Marele Stalin, siguranța lui în victoria comunismului, dorința lui unică de a da toate puterile această cauză." (MS 1950) 
Am vrut să redau în această muzică acest eveniment îmbucurător, să creez simbolul acestei victorii istorice, în care poporul moldovenesc și-a recâștigat libertatea. (MS1945) 
El a fost artistul care a supravegheat sub propria lupă carențele artei sale. Dacă ar fi să existe un personaj pentru ceea ce scriitorul francez Claude Roy va numi cu referință la creație „o artă care să lumineze, pentru sine și pentru ceilalși, puțin mai mult viața ca s-o poți trăi mai adevărat.”
Ștefan Nega va putea să se identifice negreșit cu un asemenea rol.

## Mister de Versuri (1945-1980)
Valeriu Pasat, un istoric și om politic moldovean, a afirmat în expoziția sa „13 ani de stalinism. RSS Moldovenească în anii 1940-1953”, că autorii imnului au fost obligați să-l scrie de generalul Iosif Mordoveț.
Este speculat că acest lucru se datorează de destalinizare, precum și capriciile dictatorului Ivan Bodiul.
În conformitate cu arhivele sovietice declasificate, foarte interesant au stat lucrurile la vremea aceea în ceea ce privește imnul RSSM. Prezidiul Sovietului Suprem al RSSM la Moscova din 1944 consideră „de trebuință” crearea imnului de stat și decide: „La alcătuirea textului imnului de stat al RSSM trebuie de avut în vedere că Imnul să corespundă:
- Rolului partidului comunist și marelui Stalin în eliberarea norodului moldovenesc de sub jugul boierilor și capitaliștilor;
- Dezvoltarea stării materiale și culturale a norodului moldovenesc pe baza socialismului în marea familie frățească a noroadelor sovietice;
- Izgonirea cotropitorilor fasciști de pe pământul sfânt al Moldovei;

Mai mulți scriitori, poeți și compozitori au primit ordin să alcătuiască imnul. Din numeroasele variante pe care le-am găsit, redau parțial doar textele câtorva:
| Emil Samoilă | Leonid Corneanu | Varianta propusă de Liviu Deleanu* |
| --- | --- | --- |
| „ Cotropitorii fasciști au cutezat Să înrobească al nostru sfânt pământ. Din piepturi zid de oțel am ridicat. Dușmanului noi i-am săpat mormânt! Republică-suroră, în vecii să fii slăvită! În armonie noroadele trăiesc! Puterea lor îi astăzi însutită și din izbândă, izbândă făuresc!” | „Noi veacuri întregi am zăcut în robie, La Nistru și Prut ne doineam versul trist. Dar Lenin și Stalin ne-au dat bucurie, Ne-a dat-o iubitul partid comunist.” | „Crescută sub spada lui Ștefan cel Mare și slova înțeleptului Domn Cantemir, Moldova renaște din noi în hotare, călită în lupte și mari izbândiri.” |

*a fost respinsă cu agresivitate.

## Versurile (1945-1980)
Muzica de: Ștefan Neaga. Versuri de: Emilian Bucov și Bogdan Istru.
| Versurile în alfabetul chirilic (Oficial) | Versurile în alfabet latin român |
| --- | --- |
| Молдова ку дойне стрэбуне пе плаюрь, Ку поамэ ши пыне пе дялурь ши вэй. Луптынд ку-ажуторул Русией мэреце, А врут неатырнаря пэмынтулуй ей.      | Moldova cu doine străbune pe plaiuri, Cu poamă și pâine pe dealuri și văi. Luptând cu-ajutorul Rusiei mărețe, A vrut neatârnarea pământului ei. |
| Славэ ын вякурь, Молдовэ Советкэ, Креште ку алте репибличь сурорь, Ши ку драпелул Советик ыналцэ-те, Каля сэ-ць фие авынт креатор.               | Slavă în veacuri, Moldovă Sovietică, Crește cu alte republici surori, Și cu drapelul Sovietic înalță-te, Calea să-ți fie avânt creator.         |
| Пе друмул луминий ку Ленин ши Сталин, Робия боерилор крунць ам ынвинс. Пе ной дин избындэ 'н избындэ ыннаинте, Не дуче слэвитул партид комунист. | Pe drumul luminii cu Lenin și Stalin, Robia boierilor crunți am învins. Pe noi din izbândă-n-izbândă înainte, Ne duce slăvitul partid comunist. |
| Славэ ын вякурь, Молдовэ Советкэ, Креште ку алте репибличь сурорь, Ши ку драпелул Советик ыналцэ-те, Каля сэ-ць фие авынт креатор.               | Slavă în veacuri, Moldovă Sovietică, Crește cu alte republici surori, Și cu drapelul Sovietic înalță-te, Calea să-ți fie avânt creator.         |
| Ын армия ноастрэ, Луптынд витежеште, Пе душманий цэрий ый вом бируи, Ши 'н маря фамилие а Униуний, Молдова Советикэ 'н вечь а 'нфлори.           | În armia noastră, luptînd vitejește, Pe dușmanii țării îi vom birui, Și-n marea familie a Uniunii, Moldova Sovietică-n veci a-nflori.           |
| Славэ ын вякурь, Молдовэ Советкэ, Креште ку алте репибличь сурорь, Ши ку драпелул Советик ыналцэ-те, Каля сэ-ць фие авынт креатор.               | Slavă în veacuri, Moldovă Sovietică, Crește cu alte republici surori, Și cu drapelul Sovietic înalță-te, Calea să-ți fie avînt creator.         |

## Versurile (1980-1991)
Muzica de: Ștefan Neaga, aranjat de Eduard Lazarev. Versuri de: Emilian Bukov și Bogdan Istru.
| Versurile în alfabetul chirilic (Oficial) | Versurile în alfabet latin român |
| --- | --- |
| I Молдова Советикэ, плаюл ностру’н флоаре Алэтурь де алте републичь сурорь. Пэшеште ымпреунэ ку Русия маре Спре ал Униуний сенин виитор. II Дойна ынфрэцирий прослэвеште Цара, Ку ынцелепчуне кондусэ де Партид. Кауза луй Ленин – каузэ мэряцэ – О ынфэптуеште попорул стрынс унит. III Славэ ын вякурь, ренэскут пэмынт! Мунка сэ-ць фие креатор авынт! Ши комунизмул цел нестрэмутат 'Налцэ-л прин фапте пентру феричиря та! | I Moldova Sovietică, plaiul nostru în floare Alături de alte republici surori. Pășește împreună cu Rusia mare Spre al Uniunii senin viitor. II Doina înfrățirii proslăvește Țara, Cu înțelepciune condusă de Partid. Cauza lui Lenin cauză măreață O înfăptuiește poporul strâns unit. III Slavă în veacuri, renăscut pământ! Munca să-ți fie creator avînt! Și comunismul țel nestrămutat 'Nalță-l prin fapte pentru fericirea ta! |